# آرثر نيوتن
آرثر نيوتن (12 سبتمبر 1862 في المملكة المتحدة - 15 سبتمبر 1952 في المملكة المتحدة) (بالإنجليزية: Arthur Newton)‏ هو لاعب كريكت بريطاني وبريطاني (وحمل سابقاً جنسية المملكة المتحدة لبريطانيا العظمى وأيرلندا). لعب مع نادي مقاطعة سومرست للكريكت ‏ ونادي الكريكت في جامعة أكسفورد ‏.